# Hélène Antigna
Pour les articles homonymes, voir Antigna.
Hélène Antigna, née Marie Hélène Pettit à Melun le 8 juillet 1837 et morte à Paris 17e le 10 mars 1918, est une peintre française.

## Biographie

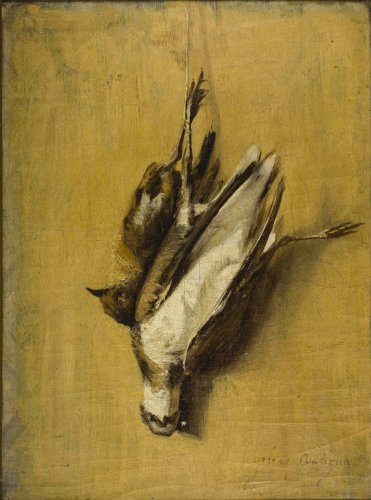
Hélène Antigna, Oiseau mort (vers 1870).

Née Pettit, petite-fille d'Ambroise Rendu, elle est l’élève d’Auguste Delacroix et d'Alexandre Antigna, qu'elle épouse en 1861.
Leur fils, André-Marc Antigna (1869-1941) est peintre également.